# Вартимей

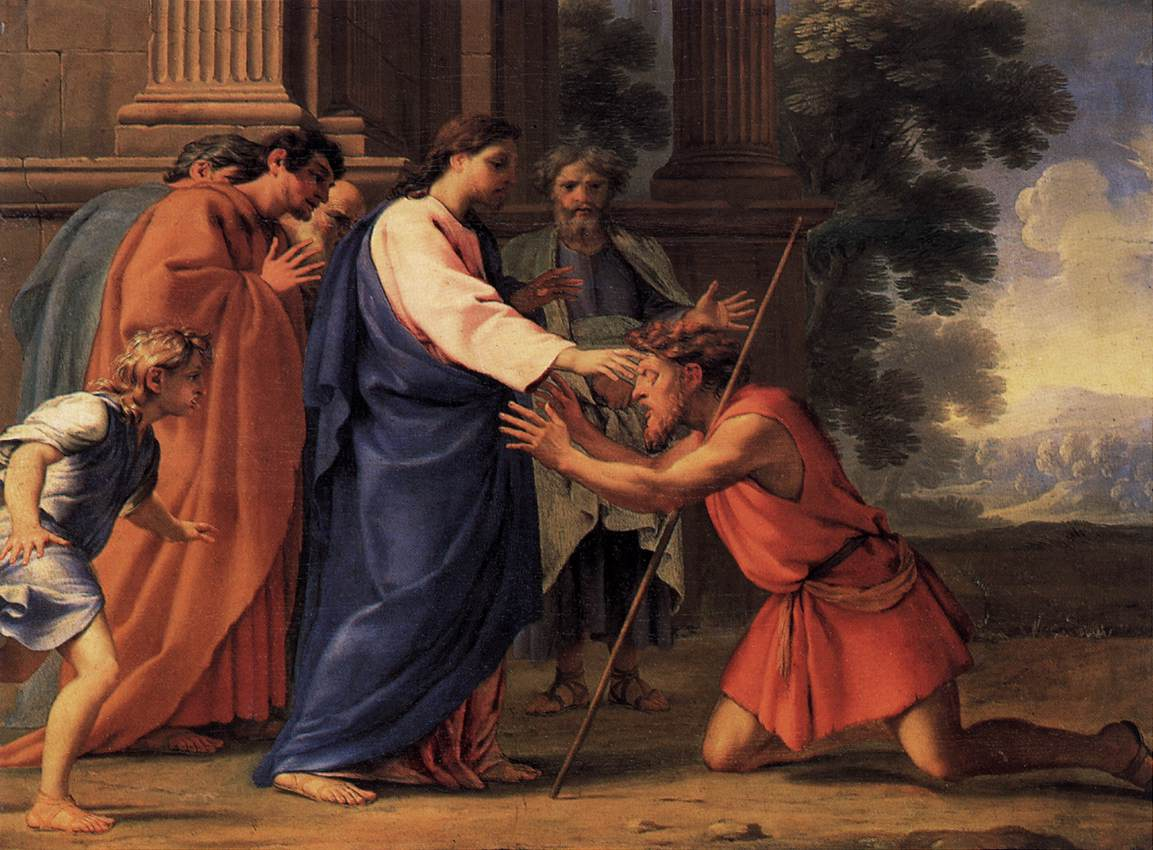
Ісус оздоровляє сліпого з Єрихону. Есташ Лесюер (1635—1650).

Вартимей (грец. Βαρτιμαῖος) — згаданий у Новому Завіті сліпий жебрак з Єрихону, якого зцілив Ісус Христос (Мк. 10:46-52, Лк. 18:35-43,).
У Євангелії від Луки (Лк. 18:35-43) розповідається про цю саму зустріч, проте імені сліпого не називається, а у Євангелії від Матвія Мт. 20:29-34 згадується про двох сліпих. Ім'я Вартимей називає лише Євангеліє від Марка.

Ім'я Вартимей з арамейської перекладено як «син Тимея».

## Подія
Ісус Христос входячи із півночі до Єрихону потрапляв у передмістя — побудованого на розвалинах старого Єрихону, зруйнованого, ще Ісусом Навином. Сліпий Вартимей (а у Мт. 20:29-34 — двоє сліпих) розпізнає, «бачить» в Ісусі «сина Давида» і таким чином вірує у Месію, що прийшов на землю.